# Peter Agre
Peter Agre (Northfield (Minnesota), EE. UU. 30 de enero de 1949) es un médico, biólogo y profesor universitario estadounidense galardonado con el Premio Nobel de Química del año 2003.

## Biografía
Agre es el segundo de seis hijos nacidos en Northfield, Minnesota de padres de ascendencia noruega y sueca. Se graduó en Roosevelt High School (Minnesota) antes de recibir su BA en Química de la Universidad de Augsburg en Mineápolis y su MD en 1974 de la Escuela de Medicina de la Universidad Johns Hopkins  en Baltimore, Maryland. De 1975 a 1978  completó su formación clínica en Medicina Interna en la Universidad de Western's. Posteriormente realizó una beca de Hematología-Oncología en el Hospital Memorial de Carolina del Norte de UNC Chapel Hill. En 1981, Agre regresó a la Johns Hopkins School of Medicine para unirse al laboratorio de Vann Bennett en el Departamento de Biología Celular.
En 1984, Agre fue reclutado en la facultad del Departamento de Medicina dirigido por Victor A. McKusick. Posteriormente se unió al Departamento de Química Biológica dirigido por Dan Lane. Asciende a profesor titular en 1992 y permaneció en Johns Hopkins hasta 2005. Agre luego se desempeñó como Vicerrector de Ciencia y Tecnología en el Centro Médico de la Universidad de Duke en Durham, Carolina del Norte, donde dirigió el desarrollo de la investigación biomédica de Duke. En 2008, regresó a Johns Hopkins, donde dirige el Johns Hopkins Malaria Research Institute (JHMRI) en la Johns Hopkins Bloomberg School of Public Health y ocupa un cargo conjunto en la Escuela de Medicina de la Universidad Johns Hopkins.

## Investigaciones científicas
Interesado en las características de la membrana celular, trabajó en el descubrimiento de la acuaporina, una proteína integral que forma parte de los poros de la membrana y que es permeable al agua, mediante la técnica del "canal de agua".
En 2003 fue galardonado con el Premio Nobel de Química junto con Roderick MacKinnon. Ambos científicos fueron galardonados por los descubrimientos referentes a los canales en membranas celulares, si bien Agre lo fue especialmente por el descubrimiento del canal de agua, y MacKinnon por los estudios estructurales y mecánicos de los canales iónicos.